# نه دلاور

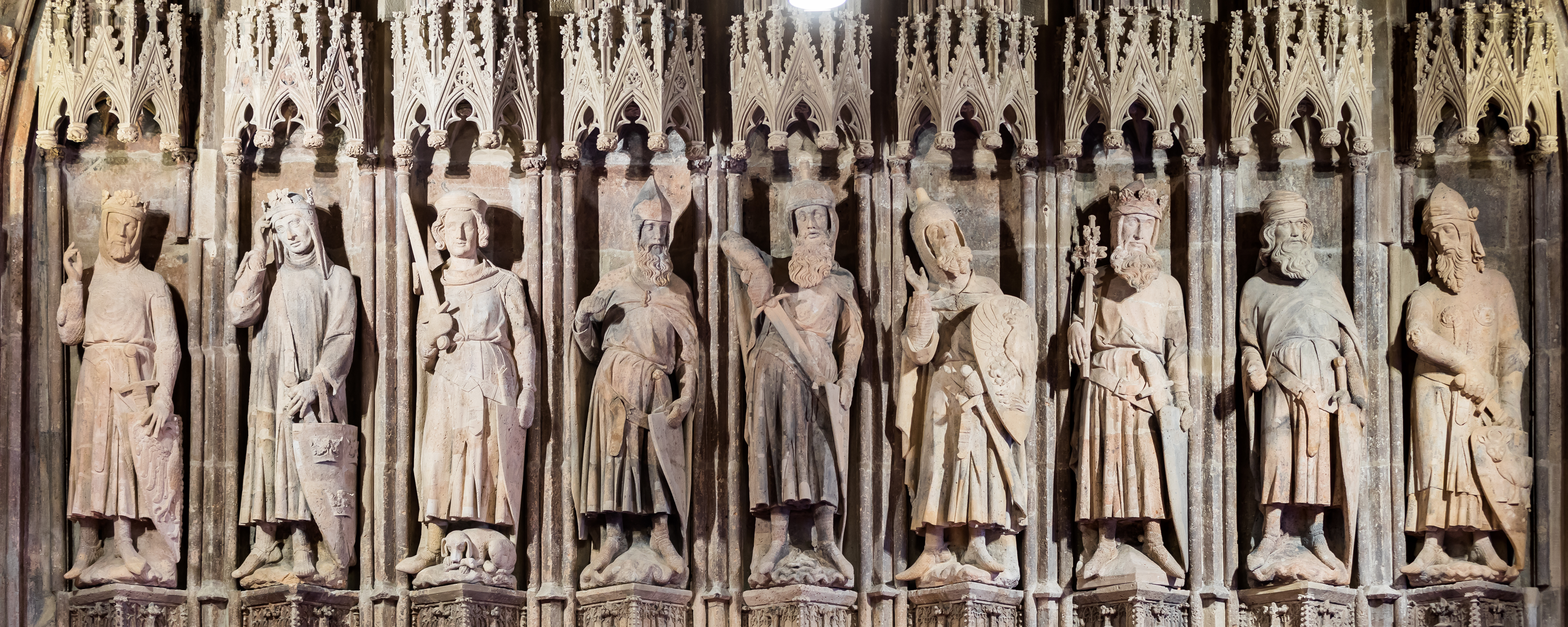
کنده‌کاری «نه قهرمان نیک» متعلق به قرن سیزدهم در ساختمان شهرداری کلن، آلمان. از راست به چپ: شارلمانی، شاه آرتور، گادفری بوین، ژولیوس سزار، هکتور، اسکندر کبیر، داوود، یوشع‌بن نون، یهودا المکابی.

نه دلاور، نه شخصیت تاریخی، مربوط به کتاب مقدس، و افسانه‌ای می‌باشند که مظهر آرمان‌های شوالیه‌گری بودند؛ به همان نحو اصیل قرون وسطی. معمولاً همگی‌شان را فارغ از عنوان اصلی‌شان، «شاهزاده» می‌خوانند. نه دلاور شامل سه کاهن نیک: هکتور، اسکندر کبیر، و ژولیوس سزار؛ سه نفر یهودی نیک: یوشع بن نون، داوود، و یهودای مکابی؛ و سه مرد مسیحی نیک: شاه آرتور، شارلمانی، و بوین بودند.